# Janviericaris
Janviericaris is een geslacht van uitgestorven kreeftachtigen uit de klasse van de Malacostraca (hogere kreeftachtigen).

## Soorten
- Janviericaris formosa Racheboeuf, Crasquin & Brussa, 2009 †
- Janviericaris jujuyensis Racheboeuf, Crasquin & Brussa, 2009 †